# 한국정보통신산업노동조합
한국정보통신산업노동조합 또는 IT노조는 IT업계에 종사하는 전체 직종의 노동자를 구성원으로 하는 대한민국의 노동조합이다. 전국민주노동조합총연맹 전국정보경제서비스노동조합연맹에 소속되어 있다. 정보통신산업 노동자들의 권리를 보호하고 IT산업의 불합리한 구조적 문제점들을 개선할 것을 목적으로 한다. 2003년 8월에 만들어진 'IT연대'라는 온라인 기반 노동자 모임을 바탕으로 2003년 11월에 설립되었다.

## 조직
전국 단일조직 체계이며, 최고의사결정기구는 조합원 총회이다.
- 2004년 8월 28일에 진주지부가 구성되었으나 진주지역 조합원들이 다른 지역으로 옮겨가거나 이직하면서 자연해산되었다.
- 산업별 노동조합으로서 소속 기업을 막론하고 IT업계 종사자라면 누구나 가입할 수 있다.
- 전국민주노동조합총연맹 서울지역본부 직가입 노조였으나, 2021년에 전국정보경제서비스노동조합연맹에 가맹하였다. 기업별 노동조합의 연맹체인 공공운수연맹의 정보통신노조(ICLU), IT산업연맹 등과는 무관하다. IT산업연맹과는 비정규직 문제에 대한 입장 차이가 있어 함께 연대하지 않았다.

### 상임위원회
- 정책위원회
- 청년위원회

## 주요활동

### IT노동자 실태조사
- 2004년 10월 14일 IT노조 설립 후 첫번째 IT노동자 실태조사 결과를 발표했다.
  - 주평균 근로시간은 57.8시간이며, 응답자 874명 중 80% 이상이 주 50시간 이상 근무하고 있어 법정 근로시간을 10시간가량 초과하고 있다.
  - 중소기업의 신규직원들의 초봉은 연 1,300~1,400만원 수준이다.
- 2013년 실태조사 : IT노동자 산재소송 지원 활동과 병행하여 장하나 의원실과 함께 실시했다.[1][2]
  - 2013년 5월 1일부터 5월 20일까지 온라인으로 진행 / 1026명의 IT노동자 응답
  - 2004년 대비 결과
    - 20대 이하 노동자들의 비율은 2013년 32.9%로 하락했으며 40대 이상 노동자들의 비중은 2배가량 증가함. IT산업계에 신규 인력 유입이 줄어듬
    - 6.3%만을 차지했던 프리랜서의 비중은 19.4%로 상승
    - 주간노동시간은 57.79시간(2004년)에서 57.3시간(2013년)으로 거의 변화 없음
- 2018년 실태조사 : 2018년 9월 12일부터 10월 3일까지 503명의 IT노동자를 대상으로 이철희 의원실과 함께 진행했다.[3]
  - 4명 가운데 1명은 1주당 평균 초과 노동시간이 12시간(총 노동시간 52시간 이상)을 넘는 것으로 집계됐다.
  - 월평균 휴일 출근 횟수를 묻는 설문에 ‘1~3회’라고 답한 응답자는 38.8%, ‘4~6회’는 7.4%, ‘6회 초과’라는 답변도 5%에 이르는 것으로 조사됐다.
  - (오후 10시 이후 50%가 가산된) 야간수당 지급 여부’에 대한 ‘지급받는다’는 응답 비율은 10.4%에 그쳤다.
  - 조사결과를 바탕으로 2018년 10월 26일 국정감사에서 이철희 의원이 과학기술정보통신부장관에게 질의하였다.

### 일터Q&A 운영
일터Q&A게시판은 IT업계에 대한 정보와 취업 및 근무 일반에 대한 정보를 공유하기 위해 OKJSP 커뮤니티에 개설됐던 게시판이다. 명예훼손 처벌 강화 등으로 인해 사이버공간에서의 표현의 자유가 위축되는 사회적 흐름 속에서 개인이 운영하기 어려워져서 IT노조가 운영을 넘겨 받아 2007년부터 현재까지 운영하고 있다.
- 사회적 약자인 노동자가 업체의 눈치를 안 보고 경험을 공유할 수 있도록 익명으로 글과 덧글을 작성하게 되어 있다.
- 구인광고와 인터넷 평판 관리의 결과로 IT업체들에 대한 좋은 내용만 범람하는 탓에 비교적 경력이 짧은 IT인들이 많은 피해를 보고 있으나, 이 게시판을 통해 경험들이 공유되면서 피해를 최소화하고 있다.
- IT업체들에 의해 허위글을 삭제하라는 요구를 일상적으로 받고 있지만 법원의 판단 없이는 모든 글을 허위로 간주하지 않고 있다.[4]

### 노동상담
- 전화 상담 및 이메일 상담
- IT 노동상담
- IT 산업 고용불안 신고센터

### 입법운동
- ‘을’이라도 되고 싶은 IT 노동자 증언대회(2013. 6.6) : 장하나 의원실과 함께 국회의원회관에서 기자회견을 개최했다. IT노조가 수행한 2013년의 IT노동자 실태조사결과를 발표하였으며, 야근과 과로로 건강을 해친 양도수 씨와 이모 씨가 증언했다.
  - 장하나 의원이 IT 업계의 하도급을 규제하기 위한 <소프트웨어산업진흥법>의 개정안을 대표 발의했다[5]

### 노동자를 위한 S/W 개발
- 야근시계 애플리케이션 : 출퇴근 기록을 사실과 다르게 기록하는 IT업체의 관행에 대항하기 위해 노동자가 직접 출퇴근 시간과 장소 등을 기록에 남길 수 있게 하는 안드로이드 앱을 2012년에 개발했다.[6]
  - 공신력 있는 기록으로 남을 수 있도록 앱에서 찍은 사진과 GPS 정보등을 서버에 저장하고 바로 이메일로 보내두어 시간을 증명한다.
  - 홈플러스 영업사원 2인의 연장근로 사실에 대한 법정 증거 자료로 채택되었다[7]

### 기타

#### IT노동자번개
- 매달 마지막 주 금요일에 주로 신림동 부근에서 저녁 식사 모임을 가져왔으나 현재는 조합원 대상으로 부정기적으로 진행 중이다.
- OKJSP 커뮤니티(현 OKKY)와 공동으로 개최해왔으나 2009년부터는 IT노조가 모임을 지속하고 있다.

#### IT기술자 교육
- IT노동자를 위한 노동법 교육 : 조합원이 아닌 IT노동자들도 참여할 수 있는 공개 교육 방식이며 조합원은 참가비가 면제된다.
- 함수형 프로그래밍 Clojure 교육
  - 2013년 : 클로져 프레임워크 Ring, 라우팅 라이브러리 Composure 등 소개
  - 2015년 : Clojure 입문 강좌 4강(11월 19일 ~ 12월 10일). IT노조 기술위원회와 진보네트워크센터가 공동주최했다.
- IT취업희망자를 위한 프로젝트 실무 입문 교육 : 졸업/수료 후 프로젝트 실무 경험이 필요한 분을 주 대상으로 실제 프로젝트와 동일한 환경에서 경험을 쌓아보는 교육을 진행한다.
  - 1기 : 2018년 8월 ~ 10월
  - 2기 : 2018년 12월 ~ 2019년 1월
  - 3기 : 2019년 4월 ~ 5월

#### 시민단체/노동단체 IT기술 지원
- 직장갑질119 온라인플랫폼 개발 (2019)

## 주요 사건/활동

### 설립신고 반려
노동부는 2003년 11월 26일에 제출한 IT노조의 설립신고를 2003년 12월 23일 반려하였다. 설립 신고 후 3일 안에 신고필증을 내줘야 하는 법적 기한을 넘겨 가며 규약을 보완하라는 요구를 하다가 결국에는 설립 당시 부위원장이 '프리랜서'라는 이유로 반려하였다.
IT산업에 대한 이해 부족과 법리 오해로 인한 행정조치에 대해 지속적으로 항의하여 2004년 1월 28일 서울남부노동사무소에서 노동조합 설립신고필증을 받았다.

### IT노동자 산업재해 소송 지원
2008년 12월, 농협정보시스템에서 일하던 개발자 양도수 씨가 결핵성 폐농양 진단을 받았다. 오래 계속된 야근으로 면역력이 떨어져 항생제가 효과가 없어 결국 폐의 일부를 절단하게 되었다. 양도수 씨는 2006년 11월부터 2008년 11월까지 2년간 4,525시간의 시간외 근무를 하였음을 주장하였으며 IT산업에 만연한 '과로에 의한 산업재해' 사례로 인정받기 위해 근로복지공단에 산업재해보상 신청을 했다. 농협정보시스템은 강제로 야근을 시킨 것을 인정하지 않고 양도수 씨를 해고하였다. 농협정보시스템은 이후에도 정상적인 증거 수집을 방해하며 인격적 모욕으로 일관하였다.
양도수 씨는 산업재해 소송을 진행하기 위한 사전 단계로 강제로 야근을 수행한 사실을 먼저 인정받기 위해 농협정보시스템을 상대로 '연장,심야,휴일 근로수당 청구'소송을 진행하였다.

#### 연장 근로수당 청구 소송 경과
- 1심 결과 (일부 승소) : 농협정보시스템에 양도수 씨가 2년간 일한 총 1427시간에 달하는 연장, 야간, 휴일 근무에 대한 임금 총 1,169만4,405원을 지급하라고 판결함[9] (서울중앙지방법원, 2013년 3월 21일)
- 조정 성립 (2014년 4월 30일) : 1심 때보다 유리한 결과로 조정됨[10]

#### 농협정보시스템 특별근로감독 요구
양도수 씨를 지원하기 위해 IT노조는 농협정보시스템에 대한 특별근로감독을 요구하는 행동을 진행했다.
- 농협정보시스템에 대한 특별근로감독을 요구하는 서명운동 (다음 아고라)
- 농협정보시스템 특별근로감독 촉구 성명 (우원식, 장하나 의원실)[11]

#### 소송비 지원 모금
장기화된 양도수 씨의 소송을 돕기 위해, 소송비용을 마련하기 위한 모금을 IT노조가 2013년 3월 11일부터 4월 11일까지 한달간 진행했다.

#### 산업재해 인정 소송 경과
- 1심 결과 (2016년 1월 20일) : 산업재해 불인정처분 취소(서울행정법원. 2016.1.20). 근로복지공단은 1심 판결에 불복하여 항소했다.[14]
- 2심 결과 (2016년 6월 2일) : 서울고등법원이 근로복지공단의 항소를 기각했다.[15]
- 2016년 6월 24일, 근로복지공단이 상고 가능한 기한을 넘겨 산업재해 인정 판결이 확정되었다.

### S/W 기술자 신고제 개선/폐지 운동
2008년 12월부터 시행한 SW기술자 신고제로 인해 IT노동자의 경력 입증 부담이 더욱 가중되고 상당수의 IT노동자들이 경력 손해를 입게 되었다. IT노조는 당사자인 IT노동자들의 충분한 의사 수렴 없이 불합리한 제도를 실시한 것에 대해 문제를 제기하고 제도를 개선하거나 폐지할 것을 요구했다. IT노동자의 경력이 부풀려지는 문제는 노동자들의 자의에 의한 것이 아니라 중간의 인력수급업체에서 개발 단가를 높이기 위해 관행처럼 경력을 부풀림으로써 발생한다. S/W 기술자 신고제는 이런 IT산업의 구조적 문제를 근본적으로 해결하기 보다는 개별 IT노동자에 대한 통제를 강화하는 수단으로 악용되어 왔다.
IT노조는 S/W기술자신고제를 폐지 혹은 개선하기 위해 TF를 꾸려 피해사례를 수집하였으며, 대정부 공개 질의 및 실태조사 등을 통해 지속적으로 문제를 제기하였다. 소프트웨어 기술자 등급제는 2012년에 폐지되었으며 현재 기술경력 증명을 위한 신고제는 실시 중이다.
- SW기술자신고제 관련 온라인 실태조사 : 2009년 10월 28일부터 11월 6일까지 IT노조 홈페이지를 통하여 진행하였으며 311명이 설문에 참여하였다.
  - SW기술자신고제가 불필요하다는 의견은 47%, 필요하지만 개선되어야 한다는 의견은 49%였으며 필요하다는 의견은 4%에 불과하였다.
  - 응답자의 63%가 신고하지 않고 있으며, 신고한 사람은 경력이 감소한 경우가 증가한 경우보다 많았다.
  - SW기술자신고제의 문제점으로는 경력 축소, 경력 증명 비용 부담, 도급업체 종속강화 등의 의견이 제기되었으며, 경력 부풀리기의 고착화가 심해질 것이라는 전망도 상당하여 제도가 취지에 역행하는 효과를 가져올 것이 우려된다.

### 서울시의회 개발자 구타 사건

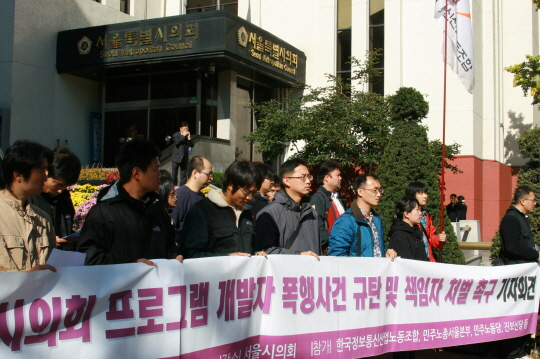
서울시의회 IT개발자 폭행사건 규탄 기자회견

2008년 10월 23일 서울시의회에 파견중인 개발자가 본회의장에서 구타당하는 사건이 발생했다. 본회의 시작을 2시간 앞두고 요청사항이 이행되지 않았다는 이유로 해당 업체 개발자를 서울시의회 의사과 의사팀장이 공개석상에서 폭행했다. IT노조는 서울시의회 앞에서 기자회견을 갖고 아래 사항을 요구하였다.
- 피해자에 대한 공식적인 사과와 피해보상
- 사건의 완전한 진상을 공개하고 가해자를 처벌할 것
- 폭력을 방조하고 은폐하려 한 책임자 징계
- 전 직원을 대상으로 재발 방지를 위한 인권 및 노동법 교육 실시
- 정부와 관계부처는 재발 방지를 위한 관리감독을 강화할 것

해당 사건에 대해 검찰은 불기소(기소 유예) 처분을 내렸다. 상해 정도에 비춰 사안이 중하지 아니하며, 프로그램 장애가 발생해 수회 요청했으나 수정을 해주지 않아 의사진행 등에 다소 차질이 생기게 된 상태에서 일어난 일 등으로 기소유예 됐다는 것이다. 개발자가 수정 요청을 받아들이지 않은 것은 본회의 시작 2시간을 남겨두고 프로그램을 수정하는 것은 위험할 수 있다는 정당한 이유였다.갑의 요구를 을이 무조건 이행하는 것을 당연하게 여기는 산업구조와 사회적 인식의 문제가 드러난 사건이며, 이 사건 외에도 일상적으로 개발자들은 모욕과 폭행의 위협에 노출되어 있다.

### 게임산업 노동자 노동환경 개선 운동
2016년 10월부터 게임산업계의 노동자의 연이은 사망사건이 발생했다. IT노조는 노동건강연대, 노동자의미래와 함께 게임산업계의 노동환경을 개선하기 위한 운동을 진행 중이다.
- 게임산업 노동자 노동환경 실태와 건강조사 진행 (2017년 3월 21일 ~ 2017년 4월 6일)
- 넷마블 과로 공짜야근 증언대회 및 특별근로감독 촉구 기자회견 (2017년 8월 8일, 주최 : 이정미 의원실, 무료노동부당해고신고센터)

### IT산업 과로사 문제 대응
- 에스티유니타스 고발 기자회견 (2018년 4월 5일, 주최 : 이정미 의원실, 공인단가-스콜레 디자이너 과로자살 대책위원회)

### 직장 갑질 폭행 대응
- 양진호 한국미래기술 회장을 모욕, 강요, 폭행 등의 혐의로 검찰에 고발했다.[23] (2019년 11월 8일)
- IT 노동자 직장갑질·폭행 피해 사례 보고대회를 국회에서 개최했다.[24] (2019년 11월 13일, 공동주최: 더불어민주당 이철희 의원실)
  - 롯데하이마트 폭행 피해 사례 (양도수)
  - 오라클 갑질 사례 (한국오라클 노동조합 위원장)
  - 에스티유니타스 직장괴롭힘 피해 (고 장민순님 유족)
  - IT스타트업 폭행, 사기 피해 (김현우)
  - 'IT와 이커먼스' 산업의 갑질 (11번가 노동조합 위원장)

### 기타
- IT산업의 문제점과 올바른 발전방향에 대한 IT개발자 좌담회 (2011년 10월 21일) : SW단가 산정 방식과 다단계 하도급 문제 등에 대해 OKJSP 운영자와 IT노조 위원장이 함께 이야기를 풀어가는 좌담회 형식으로 진행했다.
- 초과근로에 대한 IT노동자 간담회 (2013년 3월 29일) : 양도수 씨의 연장근로 인정소송 1심 결과를 공유하고 더 많은 사례와 의견을 나누기 위해 개최했다.
- 서울시 프리랜서 정책토론회 <서울에서 프리랜서로 살아가기> (2018년 4월 11일) : 패널로 참가하여 IT산업 프리랜서들의 실태를 공유했다.[25]

## 같이 보기
- 전국민주노동조합총연맹
- 전국정보경제서비스노동조합연맹
- 진보네트워크